# Ragnarok (série de televisão)
Ragnarok é uma série de televisão norueguesa de drama e fantasia de 2020, criada por Adam Price. Reimaginando a mitologia nórdica, a trama se passa na fictícia cidade de Edda, devastada por mudanças climáticas e poluição industrial causada por uma poderosa família local. Magne, um adolescente, descobre ser a reencarnação de Thor, o deus do trovão, decidindo enfrentar aqueles que estão destruindo a cidade. A série estreou em 31 de janeiro de 2020 na Netflix, com a segunda temporada lançada em 27 de maio de 2021. Em novembro de 2021, Herman Tømmeraas, intérprete de Fjor, confirmou que a série retornaria para uma terceira e última temporada. A terceira temporada foi lançada em 24 de agosto de 2023. É a terceira série da plataforma em língua norueguesa, após Home for Christmas e Lilyhammer. A produção é assinada pela empresa dinamarquesa SAM Productions.

## Premissa
A série se passa nos dias atuais, na fictícia cidade de Edda, em Hordaland, na Noruega Ocidental, onde mudanças climáticas extremas, como invernos anormalmente quentes e tempestades violentas, começam a transformar a vida local. A cidade também enfrenta a poluição industrial causada pelas fábricas da influente família Jutul. No entanto, os Jutul são, na verdade, quatro jötnar, seres sobrenaturais da mitologia nórdica, disfarçados como uma família humana. 
Quando a misteriosa morte de sua amiga acontece, Magne, um adolescente que ao se mudar para a cidade descobre ser a reencarnação de Thor, o deus do trovão, decide enfrentar os Jutul e combater aqueles que estão destruindo o local. Ao longo da segunda temporada, Magne ganha aliados que também representam outros deuses da mitologia nórdica, enquanto o grupo começa a perceber que o Ragnarök – a sequência de eventos apocalípticos descritos na mitologia – pode estar mais próximo do que imaginavam.

## Elenco e personagens

### Principal
- David Stakston como Magne Seier, um estudante do ensino médio novato em Edda. Ele é a reencarnação de Thor, o deus do trovão.
- Jonas Strand Gravli como Laurits Seier, meio-irmão mais novo de Magne e filho de Vidar. Ele é a reencarnação e reinterpretação de Loki, o deus da travessura. A história de Loki mudou da verdadeira mitologia, apagando Angerboda e fazendo seus filhos nascerem dele.
- Herman Tømmeraas como Fjor Jutul, o "filho" adolescente da família Jutul, composta por jötnar da mitologia nórdica.
- Theresa Frostad Eggesbø como Saxa Jutul, a "filha" adolescente da família Jutul. Ela é baseada em Járnsaxa.
- Emma Bones como Gry Isungset, o interesse romântico de Magne e Fjor.
- Henriette Steenstrup como Turid Seier, mãe de Magne e Laurits, esposa de Asbjorn.
- Gísli Örn Garðarsson como Vidar Jutul, CEO das Indústrias Jutul, "patriarca" da família Jutul e pai biológico de Laurits.
- Synnøve Macody Lund como Ran Jutul, diretora da escola e "matriarca" da família Jutul.

### Recorrente
- Odd-Magnus Williamson como Erik Eidsvoll, professor na escola, pai da falecida amiga de Magne, Isolde, e depois, padrasto de Magne e Laurits.
- Bjørn Sundquist como Wotan Wagner, um residente idoso em um lar de idosos. Ele é a reencarnação de Odin, deus da sabedoria e rei dos deuses.
- Eli Anne Linnestad como Wenche, a operadora de caixa do supermercado. Sua verdadeira identidade é Völva. Ela desperta os poderes de Magne, Iman e Wotan.
- Tani Dibasey como Oscar Bjørnholt, um estudante do ensino médio, amigo de Fjor.
- Iselin Shumba Skjævesland como Yngvild Bjørnholt, a chefe de polícia local, mãe de Oscar.
- Danu Sunth como Iman Reza, a nova estudante do ensino médio. Ela é a reencarnação de Freia, deusa do amor, que pode manipular mentes.
- Billie Barker como Signy Marie Kjærstad, novo interesse romântico de Magne.
- Benjamin Helstad como Harry Kristersen, um mecânico e boxeador. Ele é a reencarnação de Týr, deus da guerra.
- Espen Sigurdsen como Halvor Lange, um médico em um lar de idosos, "elfo das trevas" ou ferreiro anão.
- Fridtjov Såheim como Sindre, o conselheiro escolar.
- Vebjørn Enger como Jens, que mais tardr Wotan transforma na reencarnação de Balder, deus da luz.
- Ruben Rosbach como Kiwi, que mais tarde Wotan transforma na reencarnação de Heimdall, deus da previsão.
- Ylva Bjørkås Thedin como Isolde Eidsvoll, amiga ativista de Magne.

## Episódios

### Resumo
| Temporada | Temporada | Episódios | Episódios | Originalmente lançado |
| --------- | --------- | --------- | --------- | --------------------- |
|           | 1         | 6         | 6         | 31 de janeiro de 2020 |
|           | 2         | 6         | 6         | 27 de maio de 2021    |
|           | 3         | 6         | 6         | 24 de agosto de 2023  |

### 1.ª Temporada (2020)
| N.º na série | N.º na temp. | Título (no Brasil)                                   | Dirigido por    | Escrito por                            | Lançamento      |
| --- | ------------ | ---------------------------------------------------- | --------------- | -------------------------------------- | --------------- |
| 1 | 1            | "Ny gutt" "Novato"                                   | Mogens Hagedorn | Adam Price                             | 31 janeiro 2020 |
| O adolescente Magne, sua mãe Turid e seu meio-irmão mais novo Laurits retornam à pequena cidade norueguesa de Edda após muitos anos longe. Seu pai morreu em Edda sob circunstâncias misteriosas quando eles eram crianças e, depois disso, a o restante da família mudou-se. Ao entrarem em Edda, o carro fica preso atrás de um velho em uma cadeira de rodas elétrica no meio da estrada, que para ao tentar virar à direita. Magne sai do carro para ajudar e é abordado pela esposa do velho. Ela diz que Magne é um bom menino e olha para ele intensamente antes de tocar sua testa. Uma mudança cintila em seus olhos. Os dois irmãos começam a frequentar a escola secundária local, e Magne, sendo o estranho novato, torna-se amigo da ativista Isolde. Mais tarde, Isolde acaba morrendo quando ela parece voar de parapente em linhas de energia. Naquela noite, Magne fica perturbado e segura o martelo de sua mãe enquanto um raio enche o céu. Ele joga o martelo e ele desaparece nas nuvens. |              |                                                      |                 |                                        |                 |
| 2 | 2            | "541 meter" "541 metros"                             | Mogens Hagedorn | Simen Alsvik                           | 31 janeiro 2020 |
| Magne arremessa seu martelo a 1,5 quilômetros, destruindo o para-brisa de Vidar. Turid reconhece o objeto através de reportagens e culpa Magne. Os estudantes lamentam a morte de Isolde, mas Magne suspeita que não foi um acidente. A polícia relata que Isolde foi atingida por um raio antes de colidir com cabos de energia, mas o raio só começou uma hora depois. Wenche diz a Turid que a jornada heroica de seu filho começou. Magne compra outra marreta e a lança a 541 metros. Laurits debocha quando Magne se gaba de suas habilidades. Ele usa uma camisa estilosa de sua mãe em um baile escolar. Vidar e Ran discutem as falhas humanas, e Vidar admite ter matado Isolde. Ele procura pelo celular dela, que contém fotos do descarte ilegal de resíduos das Indústrias Jutul. Coisas estranhas acontecem no baile: Fjor coloca música em uma Língua Antiga e nórdica, afetando os Jutul. Ran, excitada, leva dois estudantes para fazer sexo. Fjor e Saxa dançam de maneira incomum e são acompanhados por Laurits. Laurits e Oscar observam Fjor urinar no memorial de Isolde, e Oscar posta isso no Instagram. Magne visita Erik, e ambos compartilham sua dor. Vidar espanca brutalmente Fjor, considerando sua ação um insulto ao seu trabalho. Gry, que estava passando a noite, testemunha o ataque. Ao retornarem do funeral de Isolde, a família Seier encontra sua casa revirada.                                   |              |                                                      |                 |                                        |                 |
| 3 | 3            | "Jutulheim"                                          | Mogens Hagedorn | Marietta von Hausswolff von Baumgarten | 31 janeiro 2020 |
| Os irmãos Seier confrontam o viciado que roubou os fones de ouvido de Laurits. O viciado afirma que a casa já havia sido revirada antes de sua chegada e que o carro de Vidar estava suspeitamente no local. Magne expressa sua frustração com a polícia a Sindre e menciona suas suspeitas sobre o envolvimento de Vidar. Sindre conta a Ran, que repassa a informação para Vidar. Erik entrega o computador de Isolde para Magne. Fjor, Gry, Saxa e Laurits saem de carro. Um pássaro bate no para-brisa. Ainda vivo, é devorado por Saxa. Magne confronta Bjornholt sobre as inconsistências na morte de Isolde, mas ela desafia sua própria história. Ela questiona como ele percorreu uma distância de 90 minutos em apenas uma hora e o aconselha a não questionar certas coisas. Mais tarde, Magne cronometra sua corrida e descobre que percorre 100 metros em 7 segundos. Vidar mata o viciado e testemunha um limpa-neves colidir com Magne. Ele informa aos outros Jutul que Magne está morto e avisa que não é seguro manter relações íntimas com humanos. Na escola, Saxa fica chocada ao ver Magne completamente ileso. Magne e Laurits são convidados para jantar na casa dos Jutul, chamada Jutulheim. O álcool não afeta Magne até que lhe oferecem hidromel. Durante uma quebra de braço com Ran, ele enxerga sua verdadeira forma e perde. No banheiro, seu reflexo no espelho revela um guerreiro barbudo e ensanguentado. |              |                                                      |                 |                                        |                 |
| 4 | 4            | "Ginnungagap"                                        | Jannik Johansen | Christian Gamst Miller-Harris          | 31 janeiro 2020 |
| Magne continua o trabalho de Isolde, investigando os Jutul e seu papel nos problemas de poluição da água em Edda. Ao mesmo tempo, ele aprende mais sobre suas habilidades enquanto tenta escapar das suspeitas crescentes dos Jutul. Turid se aproxima de Erik, e os dois acabam iniciando um relacionamento. Magne e Fjor se interessam romanticamente por Gry. Durante uma viagem escolar às montanhas, Laurits engana Magne, fazendo-o confessar publicamente seu amor por Gry. Ela se importa com Magne, mas não sente o mesmo por ele, escolhendo ficar com Fjor. Depois de ver Vidar cortando carne crua de rena, Magne percebe que o cheiro é o mesmo do sangue no casaco de Isolde no dia de sua morte. Ele conclui que Vidar está por trás da morte dela e o confronta, avisando que ele não ficará impune. Vidar percebe que a faca de Magne tem o mesmo símbolo que o martelo que destruiu seu para-brisa. Ao seguir Fjor e Gry, Magne é atacado por Thrym, o cão infernal enviado por Vidar. Após uma intensa luta, Magne consegue matar Thrym. Mais tarde, enquanto visita a casa dos Jutul com Fjor, Gry percebe algo estranho sobre a família: fotos de mais de um século e obras de arte antigas mostram que os Jutul permanecem fisicamente inalterados ao longo dos anos. |              |                                                      |                 |                                        |                 |
| 5 | 5            | "Atomnummer 48" "Número atômico 48"                  | Jannik Johansen | Christian Gamst Miller-Harris          | 31 janeiro 2020 |
| Os Jutul conspiram para punir Magne pela morte de Thrym, mesmo que tenha sido em legítima defesa. Quando Magne sugere escrever um trabalho crítico sobre as Indústrias Jutul, ele é confrontado em uma reunião com Ran, Sindre, Erik e Turid. Forçado a devolver o laptop de Isolde para Erik, ele acaba recebendo, em segredo, o celular de Isolde, que Erik havia encontrado na montanha. Ao desbloquear o celular, Magne encontra fotos incriminadoras mostrando a poluição da água causada pelas Indústrias Jutul. Ele sobe a montanha e descobre 2.500 barris em uma caverna recém-exposta, que vazaram resíduos tóxicos de metais pesados, incluindo cádmio (elemento 48), contaminando o abastecimento de água de Edda. Magne denuncia os barris à polícia, mas, quando os policiais vão investigar, todos os barris desapareceram. A polícia havia previamente notificado as Indústrias Jutul sobre a visita, dando-lhes tempo para esconder as evidências. Nem a polícia nem a administração da escola levam as acusações de Magne a sério. Como resultado, Ran suspende Magne por seu comportamento considerado perturbador, e ele é obrigado a passar por avaliação e tratamento psicológico. Enquanto isso, Gry continua seu relacionamento com Fjor, apesar de achá-lo estranho. No entanto, a família de Fjor começa a pressioná-lo cada vez mais para terminar o relacionamento.                                                |              |                                                      |                 |                                        |                 |
| 6 | 6            | "Ja, vi elsker dette landet" "Sim, amamos este país" | Jannik Johansen | Jacob Katz Hansen                      | 31 janeiro 2020 |
| Um psiquiatra indicado pelos Jutul diagnostica erroneamente Magne com esquizofrenia. Ele se recusa a tomar os antipsicóticos prescritos. Turid critica o comportamento de Magne contra os Jutul. Fjor demonstra sentimentos por Gry e tenta ajudar a família dela. Ele informa Magne que os barris tóxicos das Indústrias Jutul estão prestes a ser enviados para fora da cidade. Os Jutul ordenam que Fjor mate Gry, com Saxa ameaçando fazê-lo caso ele se recuse. Na manhã do Dia da Constituição, Magne deixa barris tóxicos na delegacia de polícia. Apesar das tentativas de intimidação de Vidar, Yngvild inicia uma investigação tardia. Magne abandona as comemorações locais para seguir Fjor e Gry até um galpão abandonado. Fjor começa a atacar Gry, mas Magne intervém para salvá-la. Vidar chega, identifica Magne como Thor e o ataca. Antes de começar a batalha, Magne alerta Fjor e Gry para fugirem. Vidar quase vence, mas Magne invoca um raio e o direciona contra Vidar. Embora gravemente ferido, Magne sobrevive. Enquanto isso, nas comemorações, Laurits, vestido como Ran, faz um discurso pretensioso para toda a cidade, ironizando como, apesar de a Noruega ser uma democracia, o povo comum não tem escolhas reais, enquanto os Jutul os exploram. Laurits também destaca como os Jutul, devido à sua posição privilegiada, são os menos afetados pelas mudanças climáticas.                                 |              |                                                      |                 |                                        |                 |

### 2.ª Temporada (2021)
| N.º na série | N.º na temp. | Título (no Brasil)                                                                           | Dirigido por        | Escrito por                     | Lançamento         |
| --- | ------------ | -------------------------------------------------------------------------------------------- | ------------------- | ------------------------------- | ------------------ |
| 7 | 1            | "Brothers in Arms" "Irmãos de armas"                                                         | Mogens Hagedorn     | Adam Price & Emilie Lebech Kaae | 27 de maio de 2021 |
| Magne e Vidar sobrevivem à batalha. Wenche observa a luta, transforma-se em uma águia e voa. Depois, ela leva Magne para outra realidade, onde ele aprende que precisa se preparar para uma grande batalha, reunir aliados e forjar sua arma, Mjölnir. Enquanto isso, os Jutul realizam um conselho de guerra para discutir o crescimento dos poderes de Magne. Fjor decide abandonar Jutulheim e viver com Gry. Magne revela a Laurits que ele é a reencarnação de Thor. Laurits, incrédulo, pergunta se ele está drogado. Magne explica que os Jutul são jötnar que declararam guerra contra os deuses e, por consequência, contra ele. Laurits não acredita. Paralelamente, as Indústrias Jutul é questionada sobre a poluição em Edda, enquanto Saxa começa a se envolver mais com os negócios da família. Uma nova aluna, Iman, junta-se à luta de Magne contra os Jutul. Eles usam os poderes mentais dela na festa de Laurits. Durante o evento, Laurits se sente rejeitado porque Jens, sua paquera, não aparece. Ele confessa a Turid que se sente deslocado, sem semelhanças com Asbjorn ou Magne, e menciona suas inseguranças sobre sua sexualidade. Turid, por sua vez, admite que teve um caso com Vidar, revelando que ele é o pai biológico de Laurits. Magne e Iman convencem Harry a ajudar na criação do Mjölnir. Ao voltar para casa, Magne encontra Laurits abraçando Vidar. Ele não consegue aceitar que Laurits é filho de Vidar, especialmente porque o patriarca dos Jutul jurou matá-lo. |              |                                                                                              |                     |                                 |                    |
| 8 | 2            | "Hva skjedde med den snille, gamle damen?" "O que aconteceu com a velhinha?"                 | Mogens Hagedorn     | Adam Price & Emilie Lebech Kaae | 27 de maio de 2021 |
| Vidar leva Laurits em uma viagem de moto até a montanha, onde passam um tempo juntos. Ele tenta convencer Laurits a espionar Magne, mas Laurits percebe imediatamente a intenção e se recusa. Vidar não fica irritado e continua a aproveitar o tempo com Laurits. Quando Magne tenta proibir Laurits de visitar Vidar, os dois discutem. Laurits acusa Magne de sentir inveja, pois agora ele tem um pai, Vidar. O martelo improvisado de Harry não retorna para sua mão como deveria acontecer com Mjölnir – foi forjado de maneira incorreta, sem o metal antigo ou o fogo mágico necessários. Vidar convida Laurits para Jutulheim e oferece hidromel do Velho Mundo. Após beber, Vidar realiza um ritual para transformar Laurits em um dos gigantes. Laurits se vê diante do espelho do banheiro, onde aparece como uma figura sombria de cabelo escuro e tatuagens, que lhe manda um beijo. Laurits percebe que é a personificação de Loki e passa a acreditar no que Magne lhe dizia. Laurits conta a Magne que, mesmo que Vidar seja seu pai, eles ainda são irmãos. Ele também o avisa de que Ran planeja matar Wenche, pois ela estava ajudando Magne. Magne corre até Wenche, mas chega tarde demais para salvá-la da flecha do Velho Mundo de Ran. |              |                                                                                              |                     |                                 |                    |
| 9 | 3            | "Power to the People" "Poder ao povo"                                                        | Mogens Hagedorn     | Adam Price & Emilie Lebech Kaae | 27 de maio de 2021 |
| Antes de morrer, Wenche deixa seu colar mágico para Wotan, o qual invoca o espírito de Odin. Laurits manipula Vidar para conseguir a chave de Jutulheim. Magne e Laurits entram sorrateiramente na sala de estar de Jutulheim. Eles pretendem usar o que pensam ser uma chama eterna para forjar o Mjölnir. Ambos são pegos por Vidar, e Laurits é rotulado como traidor enquanto tentam fugir. Ran convence Vidar a matar Laurits. Magne, Laurits e Iman encontram Wotan. Wotan não permite que Laurits se junte a eles: ele é um gigante, e a traição é parte de sua natureza. Irritado, Laurits rouba o sangue de Wotan e se injeta com ele para se tornar meio deus, meio gigante. Uma manifestação contra as Indústrias Jutul reúne estudantes locais do ensino médio. Quando o carro de Vidar é bloqueado, Laurits implora para que Vidar o aceite de volta, e Vidar concorda. Em Jutulheim, Vidar diz a Laurits que ele é invulnerável a todas as armas, exceto às do Velho Mundo. Ele pega um machado do Velho Mundo, com a intenção de matar Laurits. Laurits, que havia começado a se importar com Vidar, congela, em negação de que seu pai realmente tentaria matá-lo. Magne, que havia seguido Laurits, vê Vidar levantando o machado, intervém e uma luta se inicia entre os dois, terminando com Magne matando Vidar para salvar suas próprias vidas e a de Laurits. |              |                                                                                              |                     |                                 |                    |
| 10 | 4            | "Gud er Gud, om alle mann var døde" "Deus é Deus, ainda que todos os homens passem e se vão" | Mogens Hagedorn     | Adam Price & Emilie Lebech Kaae | 27 de maio de 2021 |
| Magne se sente culpado por matar Vidar e perder Laurits. Ran começa a desenvolver sentimentos, mas Saxa permanece focada em seus objetivos. As regras das Indústrias Jutul dizem que apenas o filho mais velho pode assumir a liderança, e Saxa trabalha para tomar o posto. Os sentimentos de Fjor por Gry aumentam. Laurits se recusa a reconhecer a tentativa de assassinato de Vidar. Magne decide que não pode matar novamente, mas Wotan declara que isso é impossível. Magne desiste da guerra. Laurits tem uma tênia intestinal. Gry diz a Fjor que vai deixar Edda, e Fjor promete não comparecer ao funeral de Vidar e ir com ela. Iman tenta convencer Magne a voltar à luta, mas recruta Harry. Laurits passa por uma cirurgia de emergência para remover sua tênia, dando luz a Jörmungandr, e leva-o para casa. Laurits muda sua aparência para se assemelhar a Vidar. Saxa tenta mudar a decisão de Fjor e ele concede a ela total controle sobre as Indústrias Jutul. Ela o chama de covarde antes de ir embora. No dia do funeral, Magne, sobrecarregado pela nova aparência de seu irmão, corre para as montanhas, desejando uma vida normal. Chegando tarde ao funeral de Vidar, Magne ora para que seus poderes sejam removidos, e eles desaparecem. Fjor muda de ideia sobre deixar Edda, comparece ao funeral e decide vingar Vidar. Gry deixa Edda, enquanto Fjor reivindica o machado de Vidar.                                                                                            |              |                                                                                              |                     |                                 |                    |
| 11 | 5            | "Kjenn deg selv" "Conhece-te a ti mesmo"                                                     | Mads Kamp Thulstrup | Adam Price & Emilie Lebech Kaae | 27 de maio de 2021 |
| Fjor assume o controle das Indústrias Jutul, excluindo Saxa. Nem Iman, nem Harry reconhecem mais Magne. Laurits retorna a Jutulheim, onde Ran exige a chave dele. Ran confirma que Vidar havia concordado em matá-lo. Turid encontra Laurits guardando Jörmungandr, o que ela acha repulsivo, mas permite que ele continue. Magne diz a Laurits que abriu mão de seus poderes, e os dois se abraçam. Fjor demite Turid por ser mãe de Laurits. Magne confronta Fjor, mas é derrubado com facilidade. Magne pede a Wotan para voltar à luta sem matar ninguém. Quando Fjor retorna, Ran toma seu lado. Saxa decide votar para tirar Fjor do comando com a ajuda de Laurits como membro das Indústrias Jutul. Saxa oferece a chave de Jutulheim e dinheiro. Ran leva Laurits para casa e o avisa para ficar fora de sua família. Laurits zombou de Ran, dizendo que, mesmo sendo bastardo, era parente de Vidar, enquanto os outros não eram realmente família. Ran ataca Laurits, Magne tenta ajudar, mas é ineficaz. Magne decide fazer o que for necessário para vencer a guerra e retorna a Wotan para recuperar seus poderes. Wotan lhe diz que sua maior arma é Mjölnir, sua única chance contra os gigantes. Magne decide mentir para Laurits e pegar a chave de Jutulheim. |              |                                                                                              |                     |                                 |                    |
| 12 | 6            | "All You Need Is Love" "Só o amor importa"                                                   | Mads Kamp Thulstrup | Adam Price & Emilie Lebech Kaae | 27 de maio de 2021 |
| Magne quer impressionar Signy pendurando um banner no armazém dos Jutuls e pede a chave de Jutulheim a Laurits. Wotan distrai os guardas, mas eles informam Fjor. Dentro do antigo armazém, Iman fica de vigia enquanto os outros localizam uma forja antiga. Iman e Harry lutam contra Fjor; Harry perde parte de seu braço. Halvor forja Mjölnir, e Magne consegue escapar. Iman e Halvor são demitidos. Magne tenta lançar Mjölnir, mas seus poderes não retornam. Fjor anuncia que a produção será realocada para a Ásia, onde os governos são mais favoráveis. O governo norueguês percebe que isso resultaria em grandes perdas de empregos e intervém para permitir a produção. Com o aparecimento das tempestades, Magne conclui que o relâmpago criou Thor. Laurits descobre que Magne mentiu. Magne desperta Mjölnir ao erguê-lo para o alto até ser atingido por um relâmpago, e seus poderes retornam. Em Jutulheim, Fjor e Ran descobrem que Saxa deu a chave a Laurits e a punem. Eles partem para matar Laurits. Magne vai a Jutulheim enfrentar Fjor, mas encontra Saxa ferida. Eles têm relações sexuais. Fjor está prestes a matar Laurits quando afirma que pode matar Magne. Quando Fjor e Ran estão prestes a sair, Magne aparece à frente e os ataca com Mjölnir, mas eles conseguem escapar. Laurits solta Jörmungandr na água; Ran e Fjor observam da margem. |              |                                                                                              |                     |                                 |                    |

### 3.ª Temporada (2023)
| N.º na série | N.º na temp. | Título (no Brasil)                                      | Dirigido por                    | Escrito por                     | Exibição original    |
| --- | ------------ | ------------------------------------------------------- | ------------------------------- | ------------------------------- | -------------------- |
| 13 | 1            | "Krig er over" "A guerra acabou"                        | Mogens Hagedorn                 | Adam Price & Emilie Lebech Kaae | 24 de agosto de 2023 |
| Sem seu martelo, Magne continua a lutar contra os gigantes, respeitando as regras do mundo moderno. Mas quando rompe o pacto, a trégua se desfaz. |              |                                                         |                                 |                                 |                      |
| 14 | 2            | "Til døden skiller oss ad" "Até que a morte nos separe" | Mogens Hagedorn                 | Adam Price & Emilie Lebech Kaae | 24 de agosto de 2023 |
| Os Jutul decidem colaborar com Magne para facilitar o plano de Saxa. Sentindo-se rejeitado por todos, Laurits encontra apoio em Jens. |              |                                                         |                                 |                                 |                      |
| 15 | 3            | "Miste kontroll" "Perdendo a fé"                        | Mogens Hagedorn                 | Adam Price & Emilie Lebech Kaae | 24 de agosto de 2023 |
| Atraído por Saxa, Magne se distancia cada vez mais de sua essência. Fjor aproveita para colocar seu plano em prática e arma uma cilada. |              |                                                         |                                 |                                 |                      |
| 16 | 4            | "Første gang" "Meu precioso"                            | Adam Price & Emilie Lebech Kaae | Mogens Hagedorn                 | 24 de agosto de 2023 |
| Mais vulnerável do que nunca, Magne precisa de apoio para enfrentar seus inimigos. Um ultimato implacável ameaça os entes queridos de Laurits. |              |                                                         |                                 |                                 |                      |
| 17 | 5            | "Moderne tider" "Adeus às armas"                        | Mogens Hagedorn                 | Adam Price & Emilie Lebech Kaae | 24 de agosto de 2023 |
| A arrogância de Magne provoca desentendimentos entre seus aliados, deixando os deuses diante de um dilema: optar pela paz duradoura ou lutar na batalha iminente? |              |                                                         |                                 |                                 |                      |
| 18 | 6            | "Ragnarok"                                              | Mogens Hagedorn                 | Adam Price & Emilie Lebech Kaae | 24 agosto 2023       |
| Depois que a paz entre gigantes e deuses é finalmente assegurada, Saxa assume o controle da empresa. Magne passa na prova final, enquanto Laurits está se mudando com Jens. Durante a cerimônia de formatura, Jens parece ser atingido por uma flecha disparada por Hod, mas ninguém, exceto Magne, percebe. Isso desencadeia o Ragnarök. Nas cenas de luta, entrelaçadas com imagens do quadrinho "Thor" de Magne, deuses e gigantes acabam se matando uns aos outros. No entanto, a história é revelada como sendo fruto da imaginação de Magne, inspirada pelo quadrinho e provocada pela trágica morte de seu pai. |              |                                                         |                                 |                                 |                      |

## Produção

### Filmagens

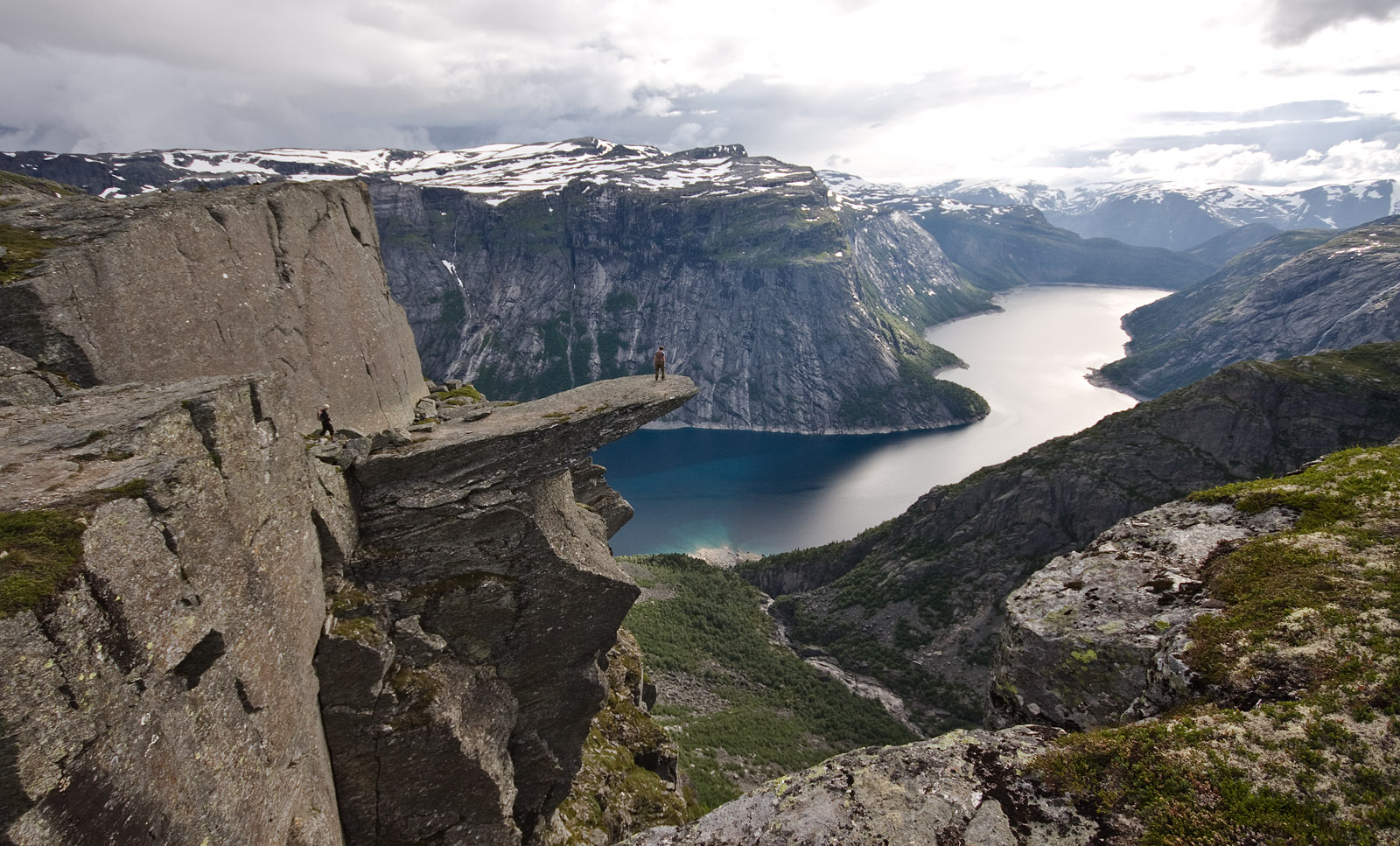
Vista da formação rochosa Trolltunga, onde Vidar (Gísli Örn Garðarsson) grita nu acima da montanha.

As filmagens começaram em março de 2019, em Odda, no condado de Hordaland, Noruega. As filmagens da segunda temporada começaram em setembro de 2020.

## Recepção

### Resposta da crítica
A Wired descreveu Ragnarok como uma "ficção climática" muito "angustiante e excêntrica" e fez uma comparação com Crepúsculo. O The A.V. Club também fez uma comparação com Crepúsculo.
A série não foi bem recebida por parte da mídia norueguesa. O jornal Verdens Gang (VG) a classificou como sem sentido, afirmando que os personagens, enredos e diálogos eram um fracasso. Além disso, destacou que, embora tenha sido filmada na Noruega e em língua norueguesa, parecia mais uma produção dinamarquesa. O VG também criticou o fato de que, apesar de a história se passar na Noruega Ocidental, os personagens não falam o dialeto da região. Já o jornal Dagbladet descreveu a série como uma mistura forçada entre o drama adolescente Skam e a mitologia nórdica, dizendo que é "tão ruim quanto parece". O site Filmdagbok apontou que a série é superficial e politicamente entediante.
A série também recebeu críticas positivas, incluindo uma pontuação de 70% no Rotten Tomatoes para a primeira temporada. K. Campbell, do IGN, elogiou a temporada inaugural como "cativante", destacando "a força de seu conceito central, que retrata o fim do mundo como algo que se aproxima lentamente...".